# Dalbergia confertiflora
Dalbergia confertiflora är en ärtväxtart som beskrevs av George Bentham. Dalbergia confertiflora ingår i släktet Dalbergia, och familjen ärtväxter.

## Underarter
Arten delas in i följande underarter:
- D. c. confertiflora
- D. c. listeri